# Gösta Wallenius
Sven Gösta Mauritz Wallenius, född 17 oktober 1903 i Klara församling i Stockholm, död 27 juli 1978 i Hedvig Eleonora församling i Stockholm, var en svensk textförfattare, kompositör och kapellmästare.
Wallenius var en av medlemmarna i Matteus-Pojkarnas orkester. Han utbildade sig till kyrkosångare 1929, och fick året efter anställning som musiklärare. Han blev i början av 1930-talet 2:e kapellmästare hos Gösta Ekman. År 1933 engagerades han som kapellmästare vid Folkets hus teater och blev kvar där till 1950. Han angav ibland pseudonymen Mac Morris som upphovsman för sina alster. Gösta Wallenius är begravd på Norra begravningsplatsen utanför Stockholm.

## Filmmusik
- 1936 – 65, 66 och jag
- 1938 – Bara en trumpetare
- 1938 – Herr Husassistenten
- 1940 – Hjältar i gult och blått
- 1940 – Lillebror och jag
- 1942 – I gult och blått
- 1952 – Kronans glada gossar (klippfilm)
- 1952 – Åke klarar biffen (klippfilm)